# فرودگاه فورد (کوه آیرون)
فرودگاه فورد (کوه آیرون) (به انگلیسی: Ford Airport (Iron Mountain)) یک فرودگاه همگانی بهره‌برداری هوایی با کد یاتا IMT است که یک باند فرود آسفالت دارد و طول باند آن ۱۹۸۱ متر است. این فرودگاه در کشور ایالات متحده آمریکا قرار دارد و در ارتفاع ۳۶۰ متری از سطح دریا واقع شده است.